# 大胃王
大胃王是一種參與者相互競爭吃大量食物的活動，通常是在短時間內。 比賽通常持續 8 到 10 分鐘，但有些比賽可以持續長達 30 分鐘，吃得最多的人將被宣佈為獲勝者。 大胃王在美國、加拿大和日本最為流行，在這些國家，有組織的專業飲食比賽通常會提供獎品，包括現金。

## 風潮
23歲體重僅57公斤的日本選手小林尊，於2001年參加美國紐約最著名的納森吃熱狗大賽，12分鐘內吃下50份熱狗而奪得冠軍，超越80年前記錄（25份熱狗），引起大眾對此項「運動」的注意力。從此參加競食比賽成為小林尊的職業，ESPN於次年開始轉播納森吃熱狗大賽，並且此後每年轉播。

## 組織
- 美國國際競吃比賽聯盟（International Federation of Competitive Eating）
- 獨立大胃王協會（Association of Independent Competitive Eaters）
- 饗民（Association of Independent Competitive Eaters）

## 知名選手
- 美國職業選手裘依·切斯納（Joey Chestnut）目前世界排名第一。
- 日本職業選手小林尊目前世界排名第二[2]。
- 韓裔美國籍職業選手李善京（Sonya Thomas）目前世界排名第五[2]。
- 華裔美國籍職業選手李蕙（Juliet Lee）目前世界排名第11[2]。
- 日裔美國籍職業選手史托尼（Matt Stonie）
- 日裔美國籍職業選手須藤美貴(Miki Sudo)
- 華裔美國籍職業選手黄蕾娜(Raina Huang)
- 台灣職業選手小慧(小慧就愛吃)
- 台灣選手方建豪(吃貨豪豪)
- 台灣選手大胃王丁丁(dingding_eating)
- 台灣選手艾嘉（愛呷）Abby

### 選手照片

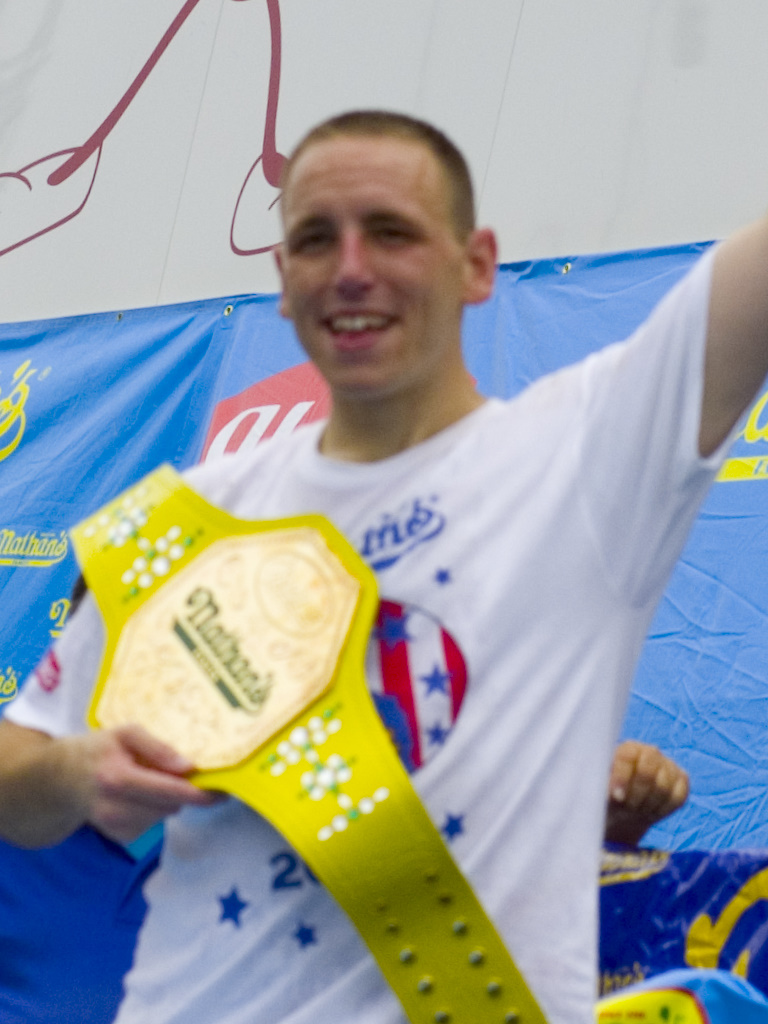
裘依·切斯納(Joey Chestnut)
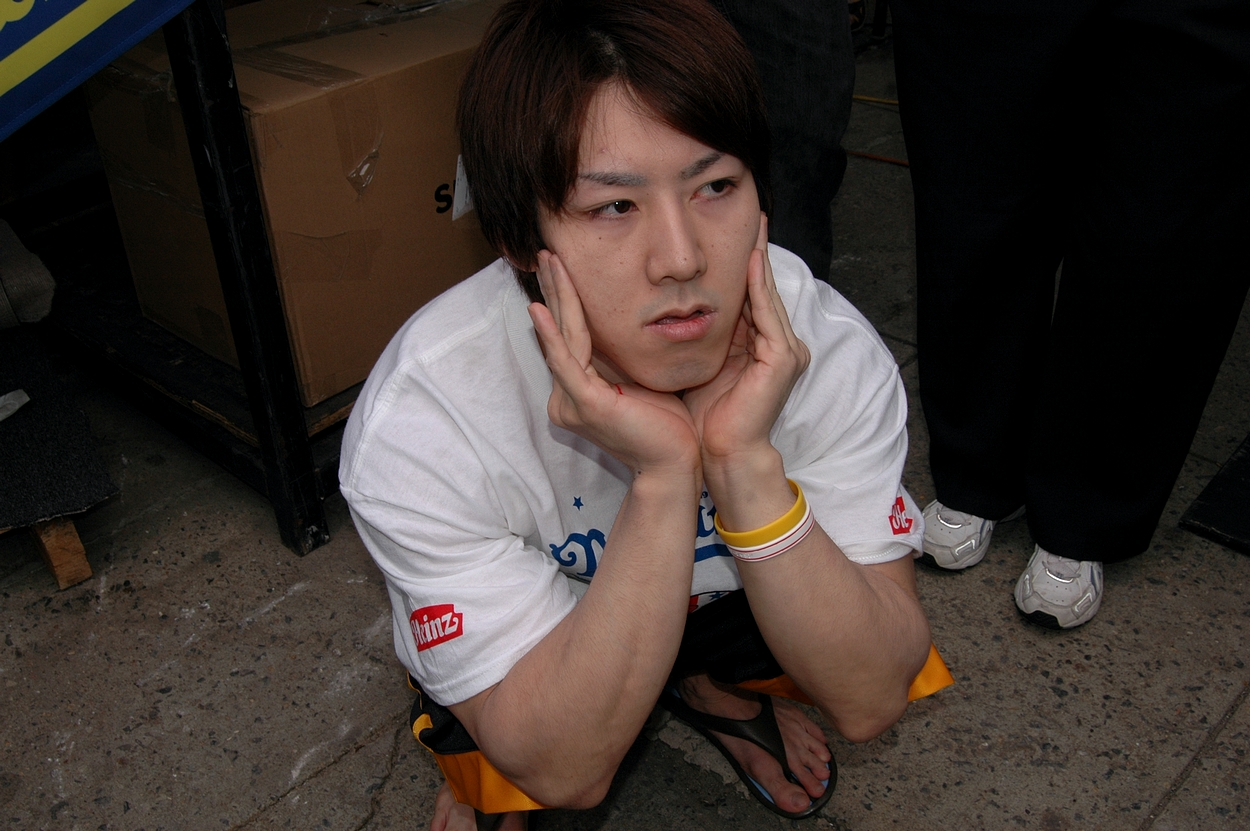
小林尊
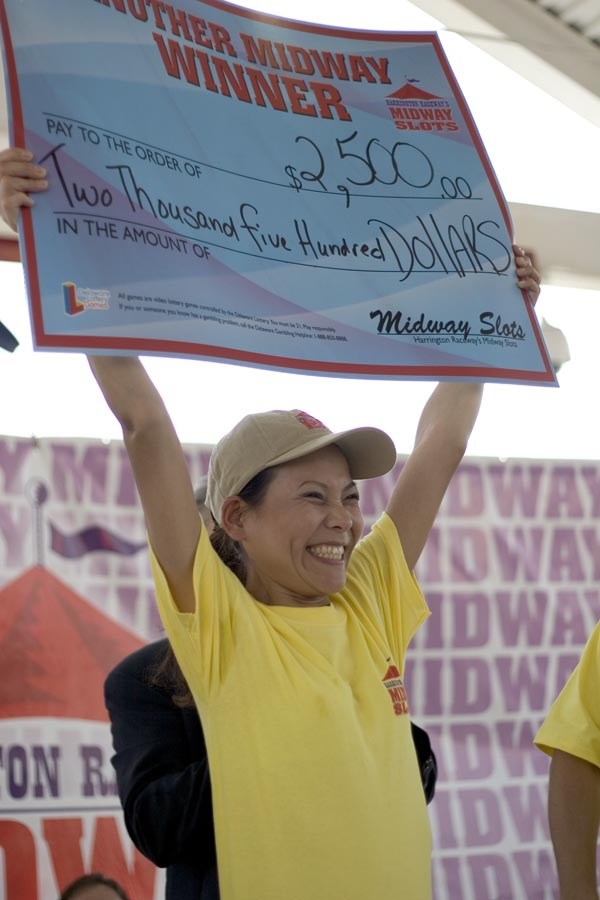
李善京
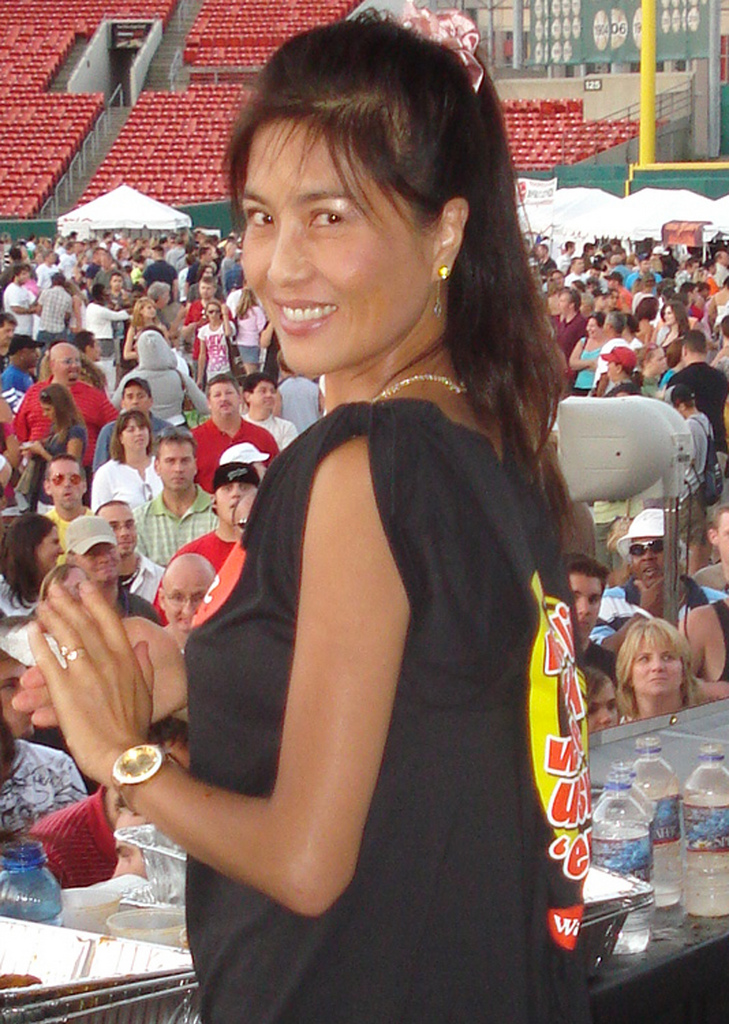
李蕙

## 健康考量
大胃王比賽具有相當程度的健康風險，尤其民間所舉辦的業餘比賽之參賽者多以沒有接受常規大食訓練的普通人為主，很容易發生各種危險，其中噎死是最常見的危害，而其他潛在的危險還包括急性胃炎、胃黏膜撕裂、胃出血、胃黏膜脫垂等等，在胃腔壓力過高或嘔吐的時候還會引起賁門口的撕裂。2002 年日本愛知縣曾有中學生模仿大胃王比賽狂吃導致哽咽休克而在昏迷三個月後不治死亡（這件事導致日本電視台開始避免舉辦這類比賽），2008 年台灣彰化縣亦有研究生因為參加大胃王比賽而喪命。

## 參照
- 火力全開大胃王